# Condado de Fulton (Georgia)
El condado de Fulton (en inglés, Fulton County) es un condado en el estado estadounidense de Georgia. En el censo de 2000 el condado tenía una población de 816 006 habitantes. La sede de condado es Atlanta, la capital estatal desde 1868 y la principal ciudad del área metropolitana de Atlanta. De acuerdo con estimados de la Oficina del Censo, la población del condado en 2009 era de 1 033 756, convirtiéndose en el primer condado de Georgia en superar la marca de un millón.

## Historia
El condado de Fulton fue creado a partir de la mitad occidental del condado de DeKalb en 1853. Se cree que el condado fue nombrado en honor al inventor Robert Fulton, quien diseñó el primer barco de vapor. Sin embargo, algunos investigadores creen que el condado pudo haber sido nombrado en honor a Hamilton Fulton, un agrimensor del Western and Atlantic Railroad. El gobierno municipal sostiene que el condado fue nombrado en honor a Robert Fulton.
A principios de 1932, como una medida de austeridad durante la Gran Depresión, los condados de Milton y Campbell fueron anexados al condado de Fulton. Esto le dio al condado su forma alargada actual. El 9 de mayo de 1932, el condado de Cobb cedió la ciudad de Roswell y otras tierras al oeste del Willeo Creek al condado de Fulton para facilitar la conexión entre el centro del condado y las tierras cedidas por el condado de Milton.

## Gobierno
El condado de Fulton es gobernado por una junta de comisionados de siete miembros, los cuales sirven por un periodo de cuatro años. El condado operaba bajo un sistema de administrador municipal, el cual asigna las operaciones diarias del gobierno municipal a una persona designada por la junta. El presidente de la junta es elegido por todos los votantes del condado, mientras que los demás miembros son elegidos en distritos separados.

## Geografía
Según la Oficina del Censo, el condado tiene un área total de 1385 km² (535 sq mi), de la cual 1369 km² (529 sq mi) es tierra y 15 km² (6 sq mi) (1,11%) es agua.

### Condados adyacentes
- Condado de Forsyth (noreste)
- Condado de Gwinnett (este)
- Condado de DeKalb (este)
- Condado de Clayton (sur)
- Condado de Fayette (sur)
- Condado de Coweta (suroeste)
- Condado de Carroll (oeste)
- Condado de Douglas (oeste)
- Condado de Cobb (oeste)
- Condado de Cherokee (noroeste)

## Transporte

### Aeropuertos
El aeropuerto más importante del condado es el Aeropuerto Internacional Hartsfield-Jackson, el cual se encuentra parcialmente en el condado (parte del aeropuerto se encuentra en el condado de Clayton. Asimismo, el Fulton County Airport (Aeropuerto del Condado de Fulton) se encuentra al suroeste de Atlanta y provee servicios de aviación general.

### Autopistas importantes
| - Interestatal 20 - Interestatal 75 - Interestatal 85 - Interestatal 285 - U.S. Route 19 - U.S. Route 23 - U.S. Route 29 | - U.S. Route 41 - U.S. Route 78 - U.S. Route 278 - Ruta Estatal de Georgia 3 - Ruta Estatal de Georgia 6 - Ruta Estatal de Georgia 9 - Ruta Estatal de Georgia 10 | - Ruta Estatal de Georgia 13 - Ruta Estatal de Georgia 14 - Ruta Estatal de Georgia 42 - Ruta Estatal de Georgia 54 - Ruta Estatal de Georgia 70 - Ruta Estatal de Georgia 74 - Ruta Estatal de Georgia 92 | - Ruta Estatal de Georgia 120 - Ruta Estatal de Georgia 138 - Ruta Estatal de Georgia 139 - Ruta Estatal de Georgia 140 - Ruta Estatal de Georgia 141 - Ruta Estatal de Georgia 154 - Ruta Estatal de Georgia 400 |

## Demografía
En el  censo de 2000, hubo 816 006 personas, 321 242 hogares y 185 677 familias residiendo en el condado. La densidad poblacional era de 1544 personas por milla cuadrada (596/km²). En el 2000 había 348 632 unidades unifamiliares en una densidad de 660 por milla cuadrada (255/km²). La demografía del condado era de 48,1% blancos, 44,6% afroamericanos, 0,2% amerindios, 3,0% asiáticos, 0,04% isleños del Pacífico, 2,60% de otras razas y 1,5% de dos o más razas. 5,9% de la población era de origen hispano o latino de cualquier raza. 
La renta promedio para un hogar del condado era de $49 321 y el ingreso promedio para una familia era de $58 143. En 2000 los hombres tenían un ingreso medio de $43 495 versus $32 122 para las mujeres. La renta per cápita para el condado era de $30 003 y el 15,70% de la población estaba bajo el umbral de pobreza nacional.

## Ciudades y pueblos
| - Alpharetta - Atlanta - Campbellton - Chattahoochee Hills - Crabapple - College Park - East Point - Fairburn - Hapeville - Johns Creek | - Milton - Mountain Park - Ocee - Palmetto - Red Oak - Roswell - Sandy Springs City - Sandtown - South Fulton - Union City |